# Lokalni i područni (regionalni) izbori u Hrvatskoj
Izbori članova predstavničkih tijela jedinica lokalne i područne samouprave (ili skraćeno lokalni izbori) su izbori za članove općinskih vijeća odnosno gradskih vijeća, županijskih skupština i Skupštine Grada Zagreba te izbori općinskih načelnika, gradonačelnika, župana i gradonačelnika Grada Zagreba. Članovi predstavničkih tijela biraju se na neposrednim izborima, tajnim glasovanjem.
Redovni izbori održavaju se treće nedjelje u mjesecu svibnju svake četvrte godine. Izbore raspisuje Vlada Republike Hrvatske.
Članove lokalnih i područnih predstavničkih tijela biraju svi punoljetni hrvatski državljani (18 godina života) koji imaju prebivalište na području jedinice za čije se predstavničko tijelo izbori provode (aktivno biračko pravo).
Za člana predstavničkog tijela jedinice može se kandidirati i biti izabran hrvatski državljanin s navršenih 18 godina života koji ima prebivalište na području jedinice za čije se predstavničko tijelo izbori provode (pasivno biračko pravo).

## Kandidiranje
Liste za izbor članova predstavničkih tijela predlažu registrirane političke stranke. Dvije ili više političkih stranaka mogu predložiti koalicijsku listu.
Birači mogu predlagati nezavisnu kandidacijsku listu, za čiju pravovaljanost su dužni prikupiti:
- 100 potpisa za općinsku listu,
- 150 potpisa za gradsku listu,
- 500 potpisa za županijsku listu, odnosno listu za izbor članova Gradske skupštine Grada Zagreba.

## Provedba izbora
Izborna promidžba počinje od dana objave zbirne kandidacijske liste od strane izbornog povjerenstva, a traje zaključno do 24 sata prije dana održavanja izbora. Na dan izbora, kao i na dan koji mu prethodi traje tzv. izborna šutnja. Pravo na naknadu troškova izborne promidžbe ostvarit će političke stranke i nositelji nezavisnih lista koji na izborima dobiju najmanje jednog člana predstavničkog tijela.
Za svako predstavničko tijelo bira se onoliko članova koliko je određeno statutom jedinice. Članovi predstavničkih tijela biraju se proporcionalnom izbornom metodom, na način da cijelo područje jedinice čini jednu izbornu jedinicu.
Broj članova predstavničkog tijela jedinice koji će biti izabran sa svake kandidacijske liste utvrđuje se na način da se ukupan broj važećih glasova koje je dobila kandidacijska lista jedinice (biračka masa liste) dijeli s brojevima od 1 do zaključno broja koliko se članova predstavničkog tijela jedinice bira na izborima. Od svih dobivenih rezultata posljednji rezultat po redu jest zajednički djelitelj kojim se dijeli ukupan broj glasova svake kandidacijske liste (biračka masa liste). Svaka kandidacijska lista dobit će onoliko mjesta u predstavničkom tijelu koliko puta ukupni broj njezinih dobivenih glasova (biračka masa) sadrži zajednički djelitelj. Ako su važeći glasovi tako podijeljeni da se ne može utvrditi koja bi od dvije ili više lista dobila jedno mjesto ili još jedno mjesto u predstavničkom tijelu, ono pripada onoj listi koja je dobila više glasova. Ta metoda utvrđivanja rezultata izbora naziva se D'Hondtova metoda.
Pravo na sudjelovanje u diobi mjesta u predstavničkom tijelu jedinice imaju liste koje na izborima dobiju najmanje 5% važećih glasova birača. Sa svake kandidacijske liste izabrani su kandidati od rednog broja 1 pa do rednog broja koliko je određena lista dobila mjesta u predstavničkom tijelu jedinice.

## Tijela za provedbu izbora i zaštita izbornog prava
Tijela za provedbu izbora su: Državno izborno povjerenstvo, izborna povjerenstva u jedinicama i birački odbori.
Ustavni sud Republike Hrvatske obavlja opći nadzor ustavnosti i zakonitosti izbora članova predstavničkih tijela jedinica i rješava izborne sporove. Političke stranke, udruge nacionalnih manjina, kandidati, najmanje 100 birača ili 5 % birača izborne jedinice u kojoj se provode izbori imaju pravo podnijeti prigovor nadležnom izbornom povjerenstvu. Protiv rješenja na prigovor nadležnog izbornog povjerenstva, u zaštiti izbornog prava političke stranke, kandidati, najmanje 100 birača ili najmanje 5 % birača izborne jedinice u kojoj se provode izbori imaju pravo podnijeti žalbu Ustavnom sudu Republike Hrvatske (izborni spor).

## Propisi
- Zakon o izboru članova predstavničkih tijela jedinica lokalne i područne (regionalne) samouprave[neaktivna poveznica]